# ヒメカモメ

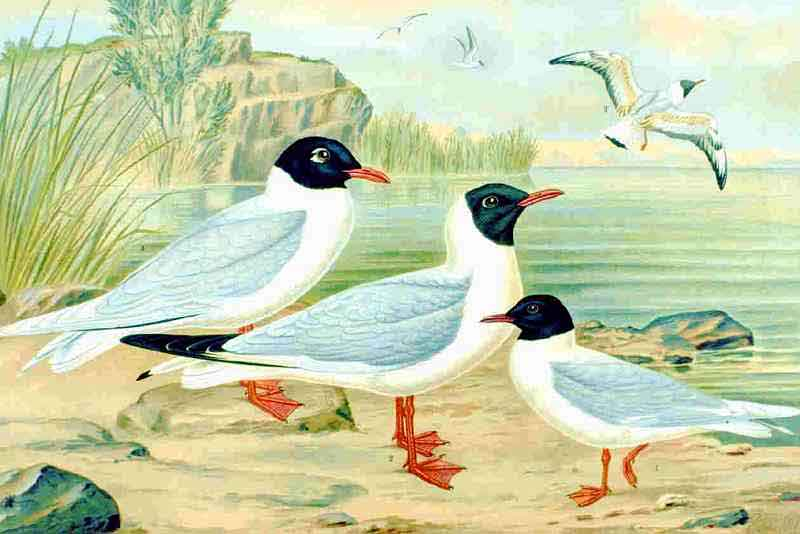
上から、ヒメカモメ、ニシズグロカモメ、ユリカモメ

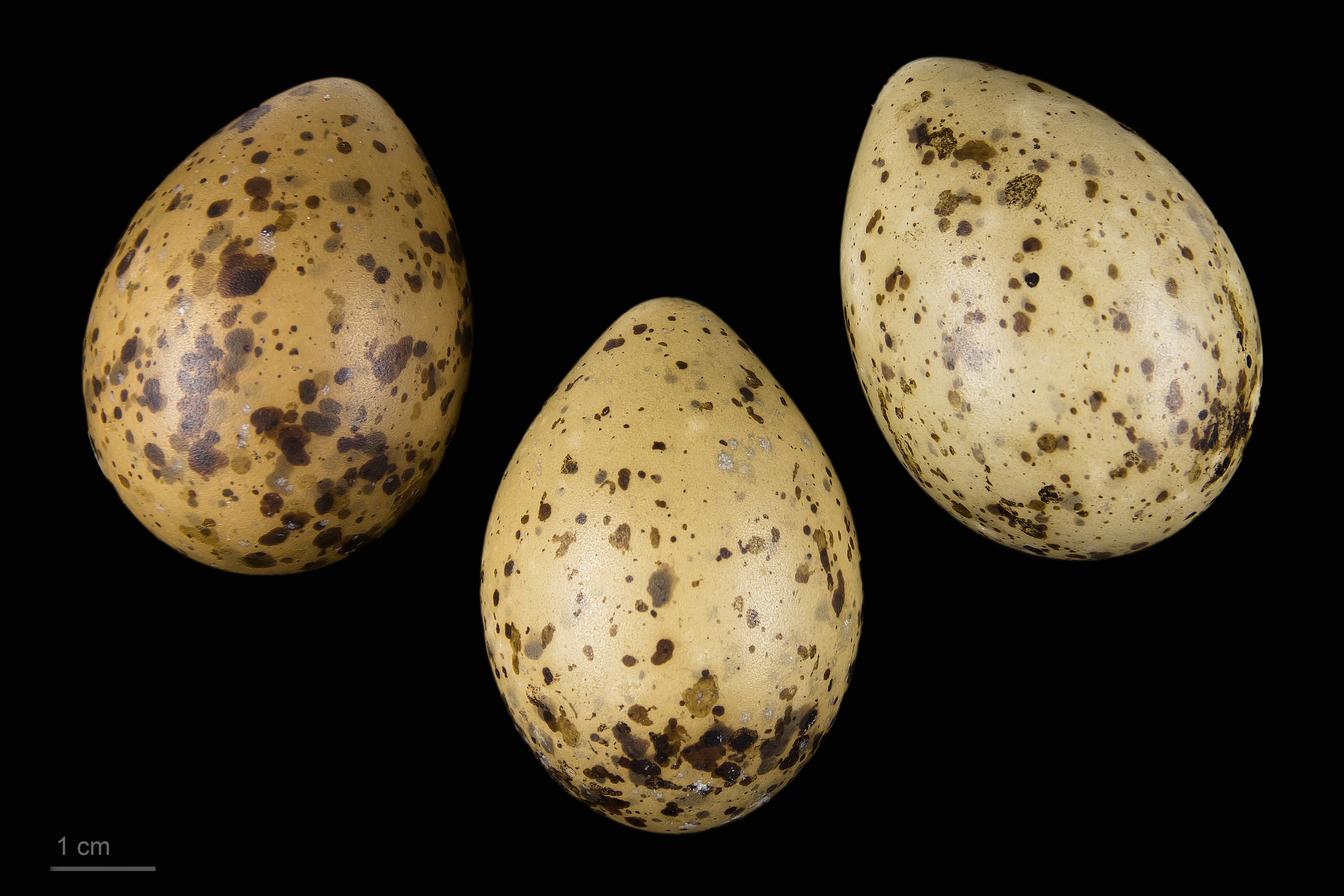
Hydrocoloeus minutus

ヒメカモメ（姫鴎、学名：Hydrocoloeus minutus）は、チドリ目カモメ科に分類される鳥類の一種である。

## 分布
スカンジナビア半島東部、ロシア東部と中部、バイカル湖東側からシベリア西部の地域と、アメリカの五大湖周辺で繁殖し、冬季はヨーロッパ、地中海沿岸、カスピ海沿岸、中国東部、アメリカ東海岸等に渡り越冬する。
日本では、迷鳥として北海道、東京都、千葉県、長野県、広島県、沖縄県等で記録がある。ほとんどが夏の記録である。

## 形態
全長約26cm。カモメ類では最小の種である。成鳥は背や翼上面は淡青灰色で風切の先端は白い。翼の下面は全体に暗い灰色である。

## 分類
以前はカモメ属に分類されていたが、現在は近年の分子系統学研究により単独でヒメカモメ属に分類されている。

## 保全状態評価
- LEAST CONCERN (IUCN Red List Ver. 3.1 (2001))